# Центральная мечеть Гамбурга
Центральная мечеть Гамбурга (нем. Centrum-Moschee Hamburg, тур. Merkez Camii) — мечеть, основанная в 1977 году Ассоциацией мечетей и находящаяся в районе Санкт-Георг в Гамбурге. «Исламское сообщество Гамбурга — Centrum-Moschee e.V.» является членом-основателем Альянса исламских общин в Северной Германии (BIG) и членом «Schura Hamburg», с которым земля Гамбург поддерживает государственный договор. 27 февраля 2016 года мусульманский богослов Мехмет Караоглу был избран имамом и председателем Центральной мечети. Он также является государственным председателем IGMG-Hamburg и председателем BIG. Фатих Йылдыз был избран депутатом. Караоглу и Йылдыз заменили предыдущего председателя и имама Рамазана Учара и его заместителя Ахмета Языджи спустя почти два десятилетия.

## История

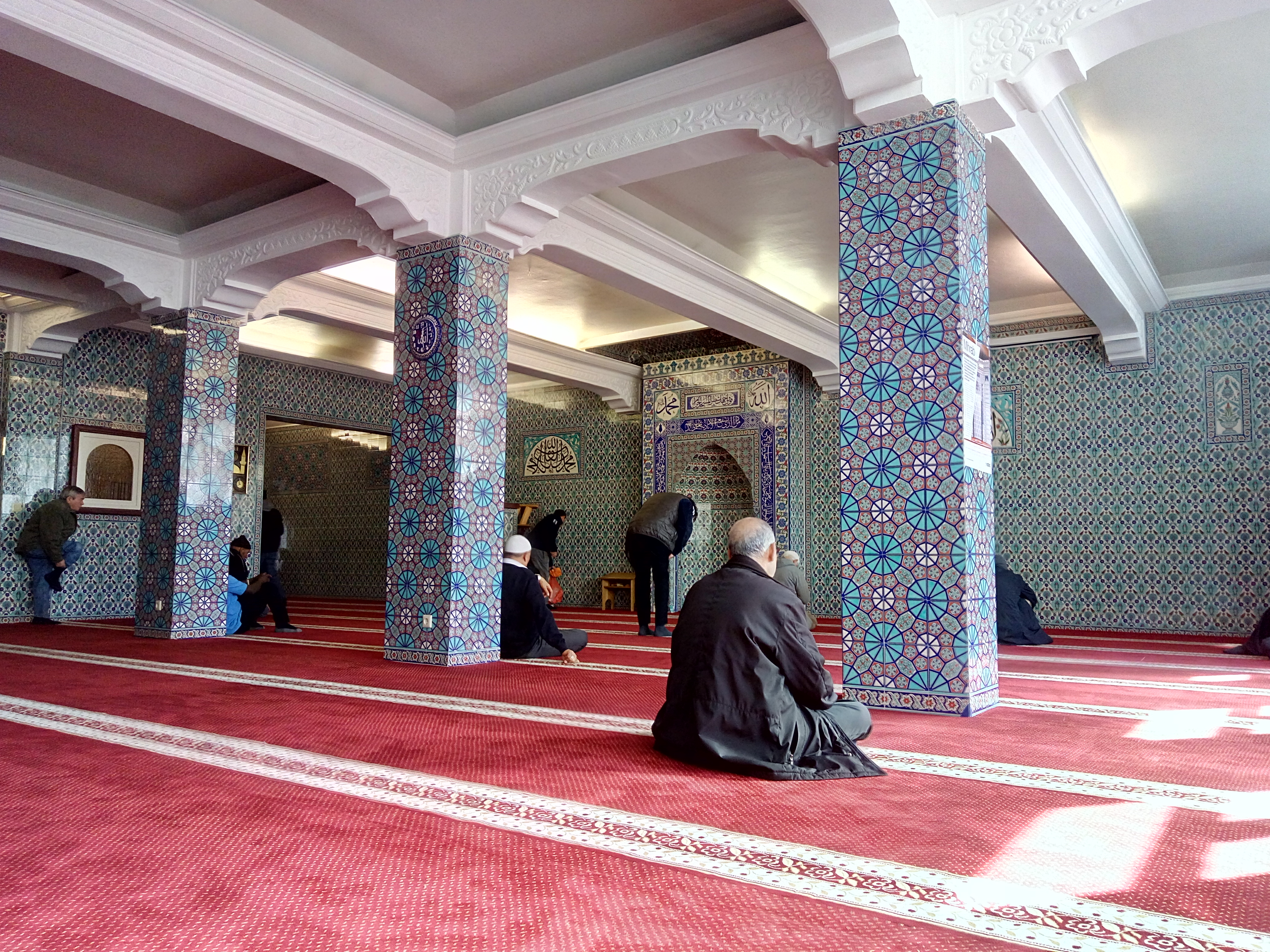
Молитвенная комната в Центральной мечети Гамбурга

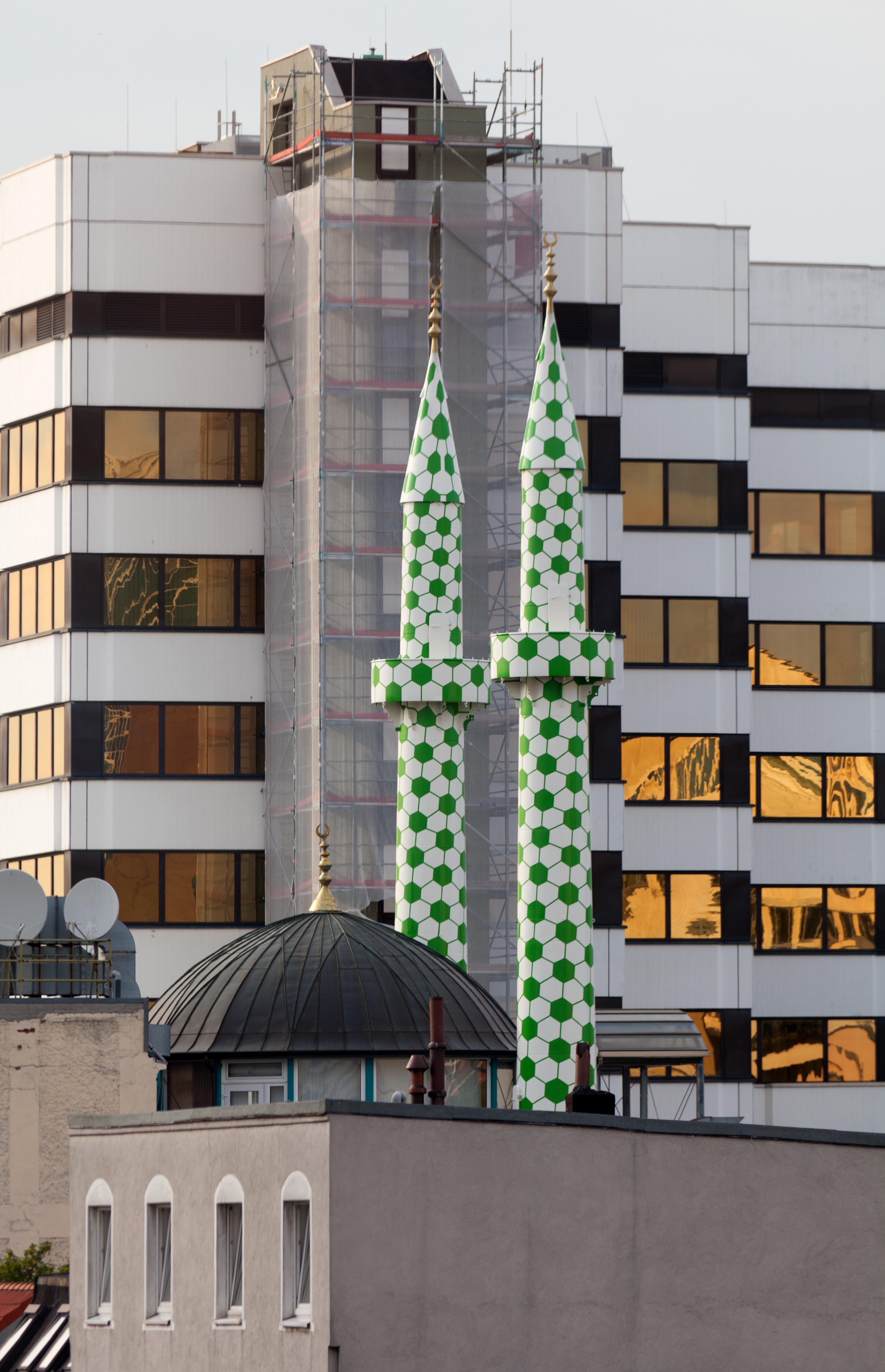
Минарет Центральной мечети в июле 2011 года

Сообщество мечетей было основано турецкими гастарбайтерами и первоначально называлось «Общество турецких рабочих в Гамбурге и его окрестностях для основания и строительства мечети». В здании, приобретённом в 1977 году, размещалась купальня, бывшая баня Хаммония. В 1990 году был начат новый корпус, который был пристыкован к старому зданию. На нём установили купол и два минарета. Это сделало здание узнаваемым как мечеть снаружи. На закладке фундамента в 1992 году присутствовал тогдашний премьер-министр Турции Неджметтин Эрбакан, который в то время был лидером движения Милли Гёрюш. В 2001 году название ассоциации было изменено на «Islamische Gemeinde Hamburg — Centrum-Moschee e.V.».

## Полемика
Община мечети стала предметом общественного обсуждения, когда в 2006 году стало известно, что в книжном магазине мечети продаются антисемитские детские фильмы, прославляющие насилие. По информации Управления по защите Конституции, фильм «Дети мечети Аль-Акса» тенденциозно и злонамеренно возбуждает неприязнь к евреям. Евангелическая пресс-служба отметила, что «этот фильм также совершенно не подходит для детей с точки зрения изображения насилия». Четырёхсерийный сериал из Ирана распространяется турецким издателем. Государственное управление по защите конституции оценило ещё один признак распространения антисемитской литературы в исламском сообществе Милли Гёрюш, а именно, книги Харуна Яхья также получили высокую оценку в рекламной брошюре, прилагаемой к DVD. По сообщению общины мечети, директор книжного магазина был уволен в мае 2006 года. Управление по защите конституции подозревает турецких исламистов из движения Милли Гёрюш в причастности к распространению DVD. Между тем, однако, мечеть предстаёт в ином свете. Управление по защите конституции отказалось от наблюдения за IGMG в Гамбурге и обосновывает это изменением взглядов членов и сообщества. Под наблюдением остаются только организации и люди, приписанные к определённым кругам внутри движения Милли-Гёрюш.

## Линденбазар
«Линденбазар» в Санкт-Георге находится в ведении центральной общины и служит для финансирования её деятельности. Необходимая реконструкция не удалось много лет назад из-за отсутствия вариантов финансирования. Сенат Гамбурга освободил мечеть от обязательства переоборудовать её и аннулировал контракт на городское строительство, который делал перестройку необходимой. С момента своего основания в 1999 году Lindenbazar содействует профессиональному обучению молодых людей с миграционным прошлым и турецкими, курдскими, русскими, чеченскими, боснийскими и афганскими корнями. Среди примерно 55 сотрудников семь стажёров по профессиям офисного служащего, туристического агента, розничного клерка и продавца. За это обязательство бывший бургомистр Оле фон Бойст наградил «Lindenbazar Handels GmbH» призом «Разнообразие в обучении 2007». Управляющим директором Lindenbazar Handels GmbH является Ахмет Языджи.

## Арт-проект Минарет
Минареты Центральной мечети были окрашены в новый узор из зелёных и белых шестиугольников в 2009 году благодаря сотрудничеству художника Борана Бурхардта и администрации мечети. Проект вызвал большой интерес во всём мире. Впервые из части здания, внешне узнаваемой как мечеть, к тому же транспортабельной, было изготовлено произведение искусства.
Тогдашний епископ церкви Северной Эльбы Мария Йепсен поддержала просьбу мусульман о ежедневном призыве муэдзина.